# Marguerite Lecomte
Marguerite Josset, dite Marguerite Lecomte (ou Marguerite Le Comte) née le 15 avril 1717 à Paris où elle meurt le 22 janvier 1800, est une pastelliste française.

## Biographie
Marguerite Josset est née à Paris le 15 avril 1717  à Paris, fille de Denis Josset et Marguerite Noiseux, marchands-bouchers. Elle est baptisée le 18 avril à Saint-Nicolas-des-Champs (3e arrondissement).
Après une enfance dont nous ne savons rien, elle épouse, le 9 septembre 1735, à 18 ans, un procureur du Grand Châtelet de 33 ans, Jacques Roger Lecomte, né le 27 février 1702 à Mantes-la-Jolie, paroisse Sainte-Croix , fils de Guillaume Lecomte, marchand-drapier, et de Catherine Geneviève Boudet. Le contrat de mariage est passé à cette date chez Maître Jean Sainfray. Mais ce mariage rencontra l'opposition de la mère de Jacques-Roger qui est obligé de lui faire une "sommation respectueuse", trois jours avant le mariage, et devant le même notaire, pour qu'elle accepte de donner son consentement. Le couple s'installe au domicile de Jacques Lecomte, cloître Saint-Honoré à Paris (actuellement rue Saint-Honoré, près du Palais-Royal).
Ils ont une fille, Louise Victoire, qui naît le 24 décembre 1739 à Paris, et est baptisée le 25 en l'Église Saint-Eustache (Paris) . Ses parents habitent alors rue des Vieilles-Étuves (actuellement rue Sauval dans le 1er arrondissement).
Lors d'une réunion d'affaire entre Jacques Lecomte et le poète et académicien Claude Watelet, en février 1746, ce dernier rencontre l'épouse du premier. Claude Watelet donne des cours d'aquatinte à Marguerite Lecomte, pastelliste, qui a le même âge que lui (28 ans). De là naîtra un amour qui durera 40 ans. Cela semble s'être fait sans heurt et ils formèrent un ménage à trois avec le mari.

## Marguerite Lecomte et le parc Pierre Lagravère

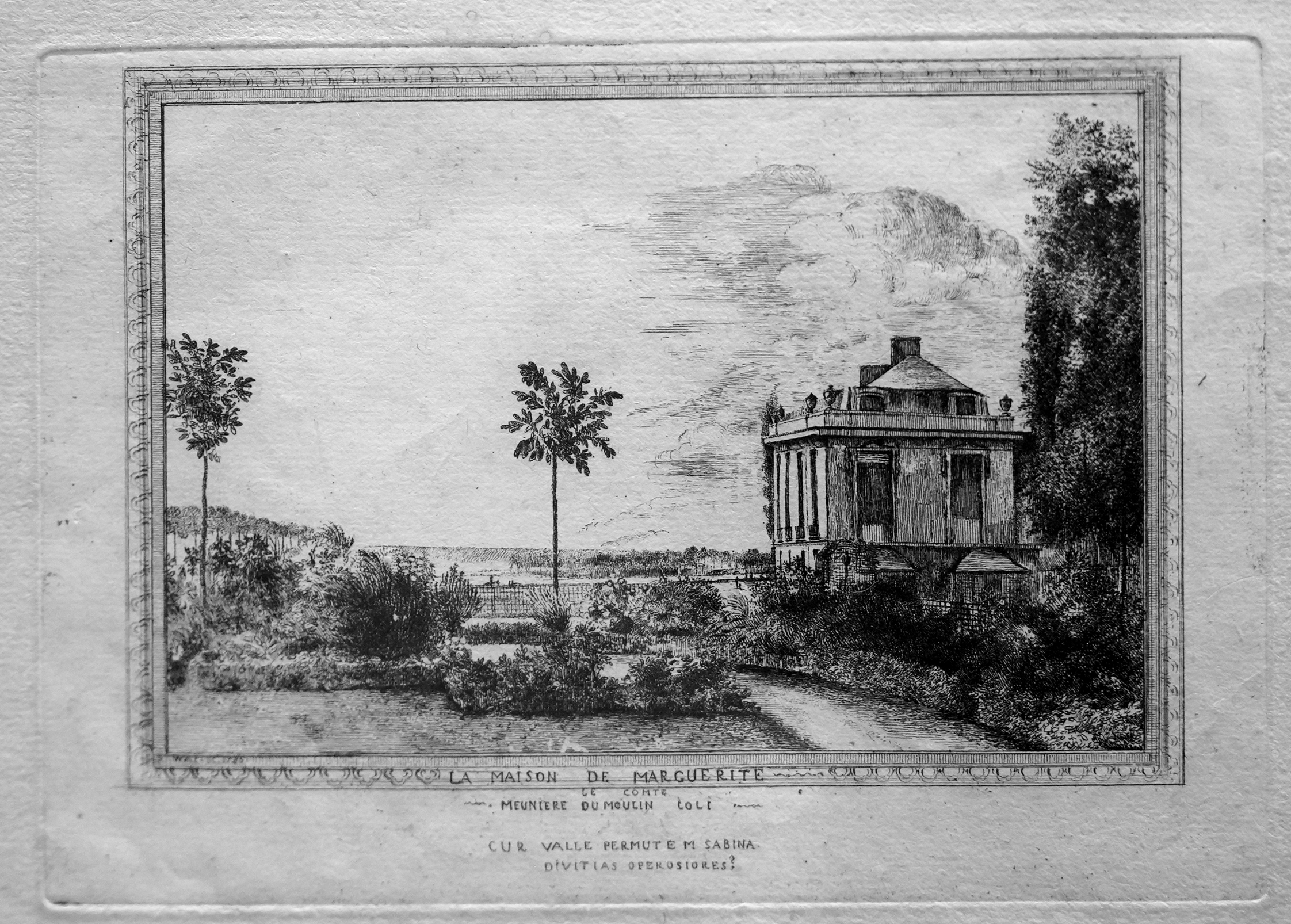
La maison du moulin Joly, Musée Municipal d'Art et d'Histoire de Colombes.

Le trio s'installe au Moulin-Joly à Colombes. C'est le couple Lecomte qui l'achète le 11 août 1750 par l'intermédiaire de M° Antoine Quinquet, notaire à Paris, mais c'est le riche Claude Watelet qui paye et l'achat et les importants travaux de réfection.
Très vite, une cour d'artistes s'installe au Moulin-Joly. Suivis bientôt de toute une foule de curieux et d'importuns.

## Le voyage en Italie
Marguerite accompagne Claude Watelet dans son voyage en Italie, en 1763-1764. Jacques Lecomte, qui est toujours Procureur au Châtelet reste, lui, à Paris. Ils partent en septembre 1763 et emmènent avec eux l'Abbé Ponce-François Copette, ami et ancien précepteur de Watelet.
En Italie, Marguerite est prise en amitié par la Princesse Borghese née Agnese Colonna (1702-1780) et par le Cardinal Alexandre Albani (1692-1779), et elle fait le portrait de ce dernier en 1764. Elle est nommée membre des Académies de Rome, Florence, Parme, Bologne, … Elle avait, dit Watelet, "L'heureux talent de plaire en y pensant jamais/Un bon cœur, un sens droit et le don d'être amie/Une humeur franche et libre embellissant les traits/La grâce enfin à la raison unie/Le Comte, c'est pour toi ce que nature a fait/Et que l'Art ne peut rendre, en gravant ton portrait". Mais les mauvaises langues prétendent qu'elle aurait été reçue à ces académies grâce à des œuvres de Watelet qu'elle se serait juste contentée de signer.
Ce voyage sera décrit par Louis Subleyras dans son "Nella venuta in Roma di madama Le Comte e dei signori Watelet e Copette". Cet ouvrage comprend notamment des illustrations d'Hubert ROBERT et de Franz Edmund Weirotter, habitués du Moulin-Joly. Ce dernier gravera notamment "Mme Le Comte et M. Watelet admirent l'Apollon du Vatican" et "Mme Le Comte et M. Watelet arrivent à Rome accompagnés de Minerve, du Temps et de l'Amour". Et Hubert Robert dédie à Marguerite Lecomte une suite de douze planches, "Les Soirées de Rome" (1763-1764), qui joignent à une composition agréable une exécution pittoresque

## Les papillons

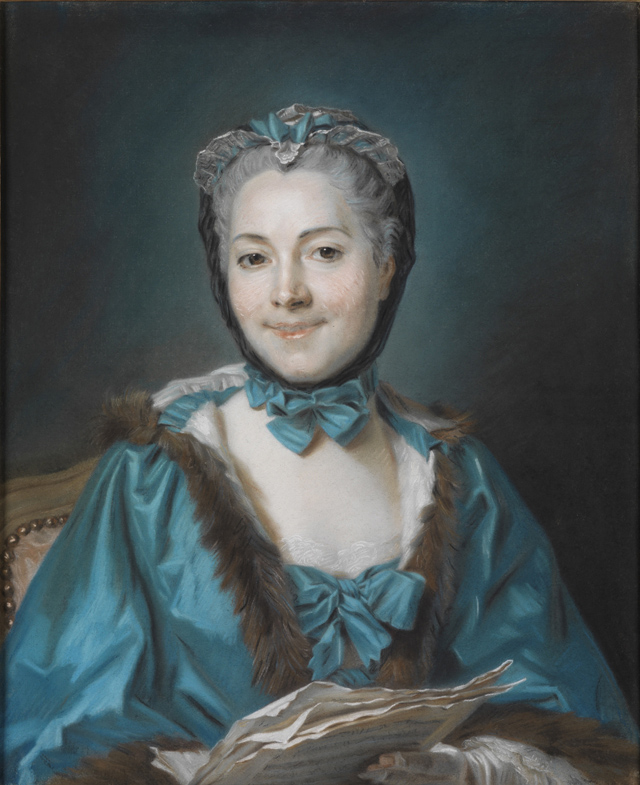
Son portrait par Quentin de la Latour.

C'est au retour d'Italie, en 1765, que Marguerite Lecomte fait imprimer Suite de papillons, une série de 25 papillons en 12 planches. Elle les peint ensuite au pastel avant de les offrir à ses amis.
Le 20 juin 2006, s'est vendu un exemplaire complet de son ouvrage (17 cm x 22 cm), avec la reliure en veau marbré, dos long orné et doré, tranches rouges, pour la somme de 10 000 € . En dehors de cet exemplaire, nous n'en connaissons qu'un seul autre exemplaire, celui de la Bibliothèque nationale. Watelet obtient du Roi un appartement au Louvre, où ils s'installent, tous les trois. Ils gardent toutefois le Moulin-Joly comme résidence de campagne. Ils y recevront Louis XVI et Marie-Antoinette d'Autriche en 1774.

## La fin d'un grand amour
Le 20 juillet 1785, pour la Sainte-Marguerite, Watelet offre à Marguerite un superbe recueil manuscrit de 50 fables, composées par lui et écrites par Fyot le Jeune, célèbre calligraphe de l'époque. Ce sera son dernier cadeau.
Après 40 ans de vie commune, Marguerite et Claude sont séparés par la mort de ce dernier le 12 janvier 1786 au Louvre, à 11 heures du soir, dans le pavillon de la colonnade, à gauche, dans la cour. Aussitôt, Jacques et Marguerite Lecomte vendent le Moulin-Joly.
Jacques Roger Lecomte meurt, à son tour, au Louvre le 2 janvier 1789.
Marguerite meurt le 2 pluviôse de l'An VIII (22 janvier 1800) à Paris, au 24 rue Neuve Saint-Paul (actuellement rue Charles V, dans le 4e arrondissement).